# Raymond Keene
Raymond Dennis Keene (ur. 29 stycznia 1948 w Londynie) – brytyjski szachista, dziennikarz, publicysta, autor książek o tematyce szachowej, arcymistrz od 1976, sędzia klasy międzynarodowej od 1981.

## Życiorys
Ukończył Trinity College na Uniwersytecie Cambridge .
Pierwszy znaczący sukces odniósł w roku 1964, zdobywając tytuł mistrza Wielkiej Brytanii juniorów. Dwukrotnie reprezentował swój kraj w mistrzostwach świata juniorów (1965, Barcelona i 1967, Jerozolima), za drugim razem zdobywając tytuł wicemistrza świata (za Julio Kaplanem, a przed Janem Timmanem). Pomiędzy 1966 a 1980 ośmiokrotnie wystąpił na szachowych olimpiadach (w tym raz na I szachownicy), zdobywając 3 brązowe medale: wraz z drużyną w roku 1976 oraz indywidualnie w latach 1968 (na IV szachownicy) i 1976 (na II szachownicy). Był również dwukrotnym medalistą drużynowych mistrzostw Europy, oba medale zdobył w roku 1980 w Skarze (brązowy wraz z drużyną oraz złoty za najlepszy wynik na V szachownicy). W roku 1971 zdobył w Blackpool tytuł indywidualnego mistrza Wielkiej Brytanii, natomiast w latach 1968 i 1972 podzielił w mistrzostwach II–III miejsca. W 1976 został drugim Anglikiem (po Anthonym Milesie), który otrzymał tytuł arcymistrza. W czasie trwania swojej kariery zwyciężył w międzynarodowych turniejach rozegranych m.in. w Londynie (1968), Camagüey (1974), Alicante (1977), Sydney (1979, wraz z Ianem Rogersem) oraz w Dortmundzie (1980).
Najwyższy ranking w karierze osiągnął 1 stycznia 1977 r., z wynikiem 2510 punktów dzielił wówczas 76-83. miejsce na światowej liście FIDE, jednocześnie zajmując 2. miejsce (za Anthonym Milesem) wśród angielskich szachistów.
W roku 1978 Keene był sekundantem Wiktora Korcznoja podczas meczu o mistrzostwo świata z Anatolijem Karpowem w Baguio. W kolejnych latach dał się poznać jako organizator szachowych imprez najwyższego szczebla. W 1983 dzięki jego pomocy doszło w Londynie do półfinałowego meczu pretendentów pomiędzy Korcznojem a Garrim Kasparowem. Rok później zorganizował drugi mecz ZSRR – reszta świata, w 1986 – pierwszą część meczu o mistrzostwo świata pomiędzy Karpowem i Kasparowem, natomiast w 1993 – mecz Kasparowa z Nigelem Shortem o tytuł mistrza świata organizacji PCA. W 2000 był jednym z głównych działaczy organizacji Braingames, pod egidą której Kasparow rozegrał z Władimirem Kramnikiem kolejny mecz o mistrzostwo świata.
Od roku 1981 do 1995 współpracował z telewizjami BBC 2, CHANNEL 4 oraz Thames TV i relacjonował dla nich rozgrywane w tym czasie mecze o tytuł mistrza świata. Od roku 1977 jest stałym współpracownikiem tygodnika The Spectator, natomiast od 1985 – Timesa, jednego z najstarszych brytyjskich dzienników, w którym prowadzi własną kolumnę szachową. Również w roku 1985 został przez królową Elżbietę II odznaczony Orderem Imperium Brytyjskiego IV klasy (OBE).
Raymond Keene jest jednym z najbardziej zasłużonych autorów książek o tematyce szachowej, poświęconych głównie meczom o mistrzostwo świata i ich kulisom, ale również szachowym debiutom oraz wybitnym szachistom. Jak sam twierdzi, napisał ich około 120.

## Publikacje
- Flank Openings (1967)
- The Modern Defence (1973)
- Aron Nimzowitsch – a Reappraisal (1974)
- Howard Staunton – the English World Chess Champion (1975)
- Karpov - Korchnoi 1974 (1975)
- Karpov - Korchnoi 1978 – the Inside Story of the Match (1978)
- Batsford Chess Openings (1982)
- Maneuvers in Moscow: Karpov - Kasparov II (1986)
- The Centenary Match Kasparov - Karpov III (1986)
- Showdown in Seville Kasparov -- Karpov IV (1988)
- Warriors of the Mind: A Quest for the Supreme Genius of the Chess Board (1989)
- Leonid Stein: Master of Attack (1989)
- Battle of the Titans: Kasparov - Karpov 1990 (1991)
- Man Versus Machine: Kasparov Versus Deep Blue (1997)